# Robert Douglas
Robert Douglas, nome completo Robert Douglas Finlayson (Fenny Stratford, 9 novembre 1909 – Encinitas, 11 gennaio 1999), è stato un attore e regista britannico.

## Biografia
Nativo del Buckinghamshire, Robert Douglas studio alla Royal Academy of Dramatic Arts di Londra e debuttò sui palcoscenici inglesi alla fine degli anni venti. L'esordio cinematografico avvenne nel 1931 con i film Dr. Josser, K.C. e Many Waters, cui seguirono sporadici ruoli sugli schermi durante gli anni trenta e quaranta fino al trasferimento negli Stati Uniti.
Interprete dalla recitazione elegante, dalle aristocratiche maniere e dotato di un piacevole e modulato timbro di voce, Douglas si specializzò in ruoli di caratterista, efficace sia in parti di furfante sia come inflessibile militare. Tra i personaggi da lui interpretati, per la maggior parte in film d'avventura e in costume, sono da ricordare il duca di Lorca in Le avventure di Don Giovanni (1948), il marchese Alessandro di Granazia in La leggenda dell'arciere di fuoco (1950), il duca di Lavalle in I figli dei moschettieri (1952), Sir Hugh de Bracy in Ivanhoe (1952), il duca di Streisau in Il prigioniero di Zenda (1952), Sir Giles Amaury in Riccardo Cuor di Leone (1954), il re Agamennone in Elena di Troia (1956).
Tra la fine degli anni cinquanta e l'inizio degli anni sessanta, Douglas fece il suo debutto sul piccolo schermo e apparve come attore in celebri serie quali Alfred Hitchcock presenta (1958-1959) e Avventure in paradiso (1960). Nello stesso periodo, abbandonato quasi del tutto il cinema, passò dietro la macchina da presa e iniziò una lunga e prolifica carriera di regista e produttore televisivo e di sceneggiatore. Tra le numerose serie che diresse, sono da ricordare 12 episodi di Indirizzo permanente (1960-1962), 16 episodi di Twelve O'Clock High (1965-1967), sei episodi di Adam-12 (1969-1970), 13 episodi di F.B.I. (1967-1974).
Douglas fu attivo come regista televisivo anche negli anni settanta e firmò diversi episodi di altre serie assai popolari in quel periodo, come Le strade di San Francisco (1972-1975), Medical Center (1974-1975), Colombo (1976), Baretta (1975-1978) e Quincy (1978). Con l'episodio The Big Finish della serie Saranno famosi (1982), si congedò dal set e si ritirò definitivamente dalle scene.

## Vita privata
Dopo il primo matrimonio (1935-1946) con l'attrice Dorothy Hyson, Douglas si risposò nello stesso anno con un'altra attrice, Suzanne Weldon (nata Hopkinson), che gli diede due figli, Robert Giles Finlayson e Lucinda Gail Gabri.
Il matrimonio con la Weldon durò fino alla scomparsa di lei, avvenuta nel 1995. Douglas morì quattro anni più tardi, l'11 gennaio 1999, all'età di 89 anni, per cause naturali. Le sue ceneri vennero disperse nell'Oceano Pacifico.

## Filmografia come attore

### Cinema
- Dr. Josser, K.C., regia di Milton Rosmer (1931)
- Many Waters, regia di Milton Rosmer (1931)
- The Blarney Stone, regia di Tom Walls (1933)
- Death Drives Through, regia di Edward L. Cahn (1935)
- Sposo il mio amore (London Melody), regia di Herbert Wilcox (1937)
- Ultimatum di mezzanotte (Our Fighting Navy), regia di Norman Walker (1937)
- The Challenge, regia di Milton Rosmer e Luis Trenker (1938)
- Nel mondo della luna (Over the Moon), regia di Thornton Freeland (1939)
- The Royal Family of Broadway (1939) – film tv
- The Lion Has Wings, regia di Adrian Brunel e Brian Desmond Hurst (1939)
- Duello cinese (The Chinese Bungalow), regia di George King (1940)
- Allo sbocco del fiume (The End of the River), regia di Derek N. Twist (1947)
- Le avventure di Don Giovanni (Adventures of Don Juan), regia di Vincent Sherman (1948)
- The Decision of Christopher Blake, regia di Peter Godfrey (1948)
- Omicidio (Homicide), regia di Felix Jacoves (1949)
- La fonte meravigliosa (The Fountainhead), regia di King Vidor (1949)
- Cuore solitario (The Hasty Heart), regia di Vincent Sherman (1949) – voce (non accreditato)
- The Lady Takes a Sailor, regia di Michael Curtiz (1949)
- La corsara (Buccaneer's Girl), regia di Frederick de Cordova (1950)
- Schiavi della paura (Barricade), regia di Peter Godfrey (1950)
- K2 operazione controspionaggio (Spy Hunt), regia di George Sherman (1950)
- Il pozzo maledetto (This Side of the Law), regia di Richard L. Bare (1950)
- La leggenda dell'arciere di fuoco (The Flame and the Arrow), regia di Jacques Tourneur (1950)
- Kim, regia di Victor Saville (1950)
- Il sottomarino fantasma (Mystery Submarine), regia di Douglas Sirk (1950)
- Obiettivo X (Target Unknown), regia di George Sherman (1951)
- La campana del convento (Thunder on the Hill), regia di Douglas Sirk (1951)
- I figli dei moschettieri (At Sword's Point), regia di Lewis Allen (1952)
- Ivanhoe, regia di Richard Thorpe (1952)
- Il prigioniero di Zenda (The Prisoner of Zenda), regia di Richard Thorpe (1952)
- Il ribelle di Giava (Fair Wind to Java), regia di Joseph Kane (1953)
- I topi del deserto (The Desert Rats), regia di Robert Wise (1953)
- Contrabbando a Tangeri (Flight to Tangier), regia di Charles Marquis Warren (1953)
- Le giubbe rosse del Saskatchewan (Saskatchewan), regia di Raoul Walsh (1954)
- Riccardo Cuor di Leone (King Richard and the Crusaders), regia di David Butler (1954)
- Il favorito della grande regina (The Virgin Queen), regia di Henry Koster (1955)
- Duello di spie (The Scarlet Coat), regia di John Sturges (1955)
- Buongiorno Miss Dove (Good Morning, Miss Dove), regia di Henry Koster (1955)
- Elena di Troia (Helen of Troy), regia di Robert Wise (1956)
- I segreti di Filadelfia (The Young Philadelphians), regia di Vincent Sherman (1959)
- Tarzan il re della giungla (Tarzan, the Ape Man), regia di Joseph M. Newman (1959)
- Cerimonia segreta (Secret Ceremony), regia di Joseph Losey (1968) (non accreditato)
- The Woman I Love, regia di Paul Wendkos (1972) – film tv
- The Questor Tapes, regia di Richard A. Colla (1974) – film tv

### Televisione
- Lux Video Theatre – serie TV, 1 episodio (1955)
- Front Row Center – serie TV, 1 episodio (1955)
- Panico (Panic!) – serie TV, episodio 1x12 (1957)
- General Electric Theater – serie TV, episodio 7x14 (1959)
- Indirizzo permanente (77 Sunset Strip) – serie TV, episodio 1x19 (1959)
- Alfred Hitchcock presenta (Alfred Hitchcock Presents) – serie TV, 2 episodi (1958-1959)
- Disneyland – serie TV, 2 episodi (1960)
- Avventure in paradiso (Adventures in Paradise) – serie TV, 2 episodi (1960)
- Maverick – serie TV, episodio 4x01 (1960)
- Alcoa Presents: One Step Beyond – serie TV, 3 episodi (1959-1961)
- The Asphalt Jungle – serie TV, 1 episodio (1961)
- Thriller – serie TV, episodio 2x30 (1962)
- Colombo (Columbo) – serie TV, episodio 4x04 (1975)
- Medical Center – serie TV, 1 episodio (1975)
- L'uomo invisibile (The Invisible Man) – serie TV, 1 episodio (1975)
- Colorado – serie TV, 1 episodio (1978)

## Filmografia come regista

### Cinema
- Night Train to Paris (1964)
- L'ultimo vendicatore (The Final Hour) (1965)

### Televisione
- Maverick - serie TV, 2 episodi (1960-1961)
- The Roaring 20's - serie TV, 1 episodio (1961)
- Surfside 6 - serie TV, 7 episodi (1961)
- Hawaiian Eye - serie TV, 3 episodi (1961-1962)
- Indirizzo permanente (77 Sunset Strip) - serie TV, 12 episodi (1960-1962)
- Il virginiano (The Virginian) - serie TV, 1 episodio (1963)
- L'ora di Hitchcock (The Alfred Hitchcock Hour) - serie TV, 4 episodi (1963-1964)
- The Crisis - serie TV, 1 episodio (1965)
- Court Martial - serie TV, 3 episodi (1965-1966)
- Il fuggiasco (The Fugitive) - serie TV, 1 episodio (1966)
- Daniel Boone - serie TV, 1 episodio (1966)
- Twelve O'Clock High - serie TV, 16 episodi (1965-1967)
- Lost in Space - serie TV, 1 episodio (1967)
- Missione Impossibile (Mission: Impossible) - serie TV, 1 episodio (1967)
- The Monroes - serie TV, 2 episodi (1967)
- Gli invasori (The Invaders) - serie TV, 1 episodio (1967)
- Adam-12 - serie TV, 6 episodi (1969-1970)
- Dan August - serie TV, 1 episodio (1970)
- L'immortale (The Immortal) - serie TV, 2 episodi (1970)
- Cannon - serie TV, 5 episodi (1972-1973)
- F.B.I. - serie TV, 13 episodi (1967-1974)
- Shazam! - serie TV, 1 episodio (1974)
- Barnaby Jones - serie TV, 2 episodi (1974)
- Le strade di San Francisco (The Streets of San Francisco) - serie TV, 4 episodi (1972-1975)
- Medical Center - serie TV, 4 episodi (1974-1975)
- La città degli angeli (City of Angels) - serie TV, 2 episodi (1976)
- Colombo (Columbo) - serie TV, 1 episodio (1976)
- Big Hawaii - serie TV, 1 episodio (1977)
- Future Cop - serie TV, 2 episodi (1977)
- Hunter - serie TV, 1 episodio (1977)
- L'uomo di Atlantide (Man from Atlantis) - serie TV, 1 episodio (1977)
- Baretta - serie TV, 9 episodi (1975-1978)
- Quincy (Quincy, M.E.) - serie TV, 1 episodio (1978)
- Nobody's Perfect - serie TV, 4 episodi (1980)
- Trapper John (Trapper John, M.D.) - serie TV, 4 episodi (1979-1981)
- Visite a domicilio (House Calls) - serie TV, 2 episodi (1982)
- Saranno Famosi (Fame) - serie TV, 1 episodio (1982)

## Doppiatori italiani
- Giorgio Capecchi in la leggenda dell'arciere di fuoco, Riccardo Cuor di Leone, Il favorito della grande regina; I segreti di Filadelfia
- Bruno Persa in Il prigioniero di Zenda; Le giubbe rosse del Saskatchewan; Riccardo Cuor di Leone
- Emilio Cigoli in Le avventure di Don Giovanni, La campana del convento, Il sottomarino fantasma
- Giulio Panicali in Kim, Elena di Troia
- Mario Ferrari in Obiettivo X
- Gualtiero De Angelis in Contrabbando a Tangeri
- Amilcare Pettinelli in La fonte meravigliosa
- Sandro Ruffini in I figli dei moschettieri
- Lauro Gazzolo in Buongiorno Miss Dove
- Stefano Sibaldi in Il ribelle di Giava
- Giuseppe Rinaldi in Ivanhoe
- Mario Pisu in La corsara